# Kakkaldoddi, Devadurga
Kakkaldoddi là một làng thuộc tehsil Devadurga, huyện Raichur, bang Karnataka, Ấn Độ.